# Doggerland
Doggerland je bilo kopno območje, zdaj ležeče pod južnim Severnim morjem, ki je povezovalo Veliko Britanijo s celinsko Evropo med zadnjo ledeno dobo in po njej. Okoli 6.500 do 6.200 let pr. n. št. ga je polagoma preplavilo morje. Geološke raziskave so pokazale, da se je raztezalo od vzhodne obale Velike Britanije do Nizozemske in zahodne obale Nemčije ter polotoka Jutlandije. To je bil v mezolitiku verjetno bogat in od človeka poseljen habitat, čeprav se je zaradi naraščajoče gladine morja postopno skrčil na nizkoležeče otoke, preden je bil, morda s cunamijem, ki ga je povzročil plaz Storegga, dokončno potopljen.
Arheološki potencial območja so prvič prepoznali v zgodnjem 20. stoletju, zanimanje pa je močno poraslo leta 1931, ko je vlačilec, ki je plul na tem območju, izvlekel roženo konico z zazobkom iz časa, ko je bila tu tundra. Ladje so pozneje izvlekle ostanke mamutov, levov in drugih kopenskih živali ter nekaj prazgodovinskih orodij in orožij.